# Équipe de Bolivie de Coupe Davis
L'équipe de Bolivie de Coupe Davis représente Bolivie à la Coupe Davis. Elle est placée sous l'égide de la Fédération bolivienne de tennis.

## Historique
Créée en 1971, l'équipe de Bolivie de Coupe Davis a réalisé sa meilleure performance de la compétition en jouant dans le groupe II de la zone Amériques en 1988-91, 1995, 2006, 2008, et 2010.

## Joueurs de l'équipe
- Hugo Dellien
- Federico Zeballos
- Boris Arias